# Sistema sanitario della Corea del Sud

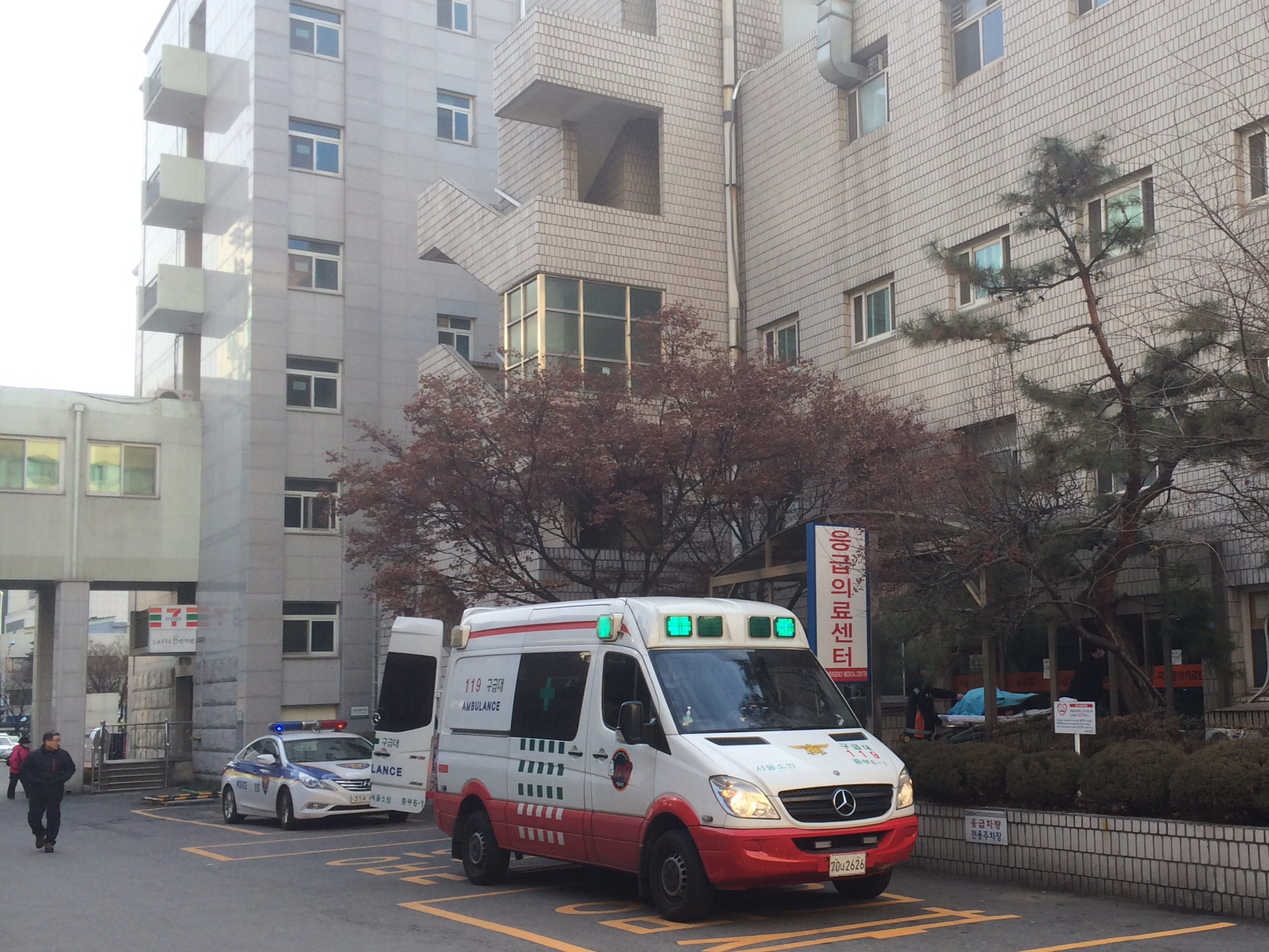
Ambulanza di fronte al National Medical Center di Seul.

Il sistema sanitario della Corea del Sud è l'apparato che eroga i servizi di cura e assistenza sanitaria per la popolazione civile della Corea del Sud. I sudcoreani hanno accesso a una rete di assistenza sanitaria universale, sebbene una parte significativa dell'assistenza sanitaria sia finanziata privatamente.
Nel 2015, la Corea del Sud si è classificata prima nell'OCSE per l'accesso all'assistenza sanitaria. La soddisfazione nei confronti dell'assistenza sanitaria è stata costantemente tra le più alte al mondo: la Corea del Sud è stata classificata come secondo sistema sanitario più efficiente al mondo da Bloomberg nel 2016.

## Storia
Dopo la fine della Guerra di Corea nel 1953, le infrastrutture sanitarie e il sistema sanitario avevano bisogno di attenzione. Per aiutare la Corea a rimettersi in piedi, l'Università del Minnesota e l'Università Nazionale di Seul lanciarono il Minnesota Project dal 1955 al 1961. Questo progetto servì per istruire i professionisti della salute sudcoreani e lanciò una nuova generazione di leader nella sanità. Aumentò la conoscenza del pubblico in merito a servizi igienici adeguati e riorganizzò gli ospedali per dipartimento. Grazie ai successi ottenuti, al Minnesota Project viene riconosciuto il merito di aver trasformato il servizio sanitario coreano in quello che è oggi.
Nel dicembre del 1963, la Corea del Sud emanò la sua prima legge sull'assicurazione sanitaria: il Medical Insurance Act. Questa legge permetteva alle compagnie di offrire un'assicurazione sanitaria ai propri impiegati. Nel 1977, la legge venne modificata per rendere l'assicurazione sanitaria obbligatoria. Il presidente Park Chung-hee rese obbligatoria anche l'assicurazione medica per le imprese con 500 o più dipendenti e introdusse il Medical Aid Program per fornire servizi medici ai cittadini delle fasce di reddito più basso. La copertura continuò ad espandersi e in soli 12 anni il sistema della mutua nazionale (NHI) venne esteso all'intero Paese, fornendo assistenza sanitaria universale a tutti i cittadini. Nel 2000 il National Health Insurance Service (NHIS; 국민건강보험?, Gungmin geongang boheomLR), venne fondato per combinare tutte le assicurazioni sanitarie in un unico assicuratore sanitario nazionale. Nel 2006 circa il 96,3% dei sudcoreani era iscritto al NHIS, mentre il restante 3,7% al Medical Aid Program.

## Confronti
La qualità dell'assistenza sanitaria sudcoreana è stata classificata tra le migliori al mondo. Nel 2015 aveva il più alto tasso di sopravvivenza al cancro del colon-retto dell'OCSE, pari al 72,8%, significativamente superiore al 55,5% della Danimarca o al 54,5% del Regno Unito. La mortalità ospedaliera su 30 giorni per ictus emorragico ogni 100 dimissioni ospedaliere era la terza più bassa dell'OCSE con 13,7 decessi, quasi meno della metà rispetto agli Stati Uniti con 22,3 o ai 24 decessi della Francia. Per l'ictus ischemico, si è classificata al secondo posto con 3,4 morti, quasi un terzo dei 9,4 decessi dell'Australia o i 9,7 del Canada.

## Sistema della mutua nazionale
Il sistema della mutua nazionale è stato introdotto con il National Health Insurance Act del 1977, che ha fornito ai lavoratori delle grandi aziende un'assicurazione sanitaria. Il programma è stato ampliato nel 1979 per includere altri lavoratori, come dipendenti del governo e insegnanti privati. Questo programma è stato successivamente esteso progressivamente al grande pubblico, raggiungendo la copertura universale nel 1989. Il raggiungimento dell'assistenza sanitaria universale ha portato a problemi di equità all'interno della società in quanto raggruppava persone in diverse categorie in base a fattori demografici come la posizione geografica e il tipo di occupazione. Questi diversi gruppi ricevevano una copertura diversa in base ai rispettivi fornitori di servizi sanitari.
Il sistema sanitario inizialmente faceva affidamento su società assicurative senza scopo di lucro per gestire e fornire la copertura assicurativa sanitaria. Con l'espansione del programma dal 1977 al 1989, il governo ha deciso di consentire a diverse società di assicurazione di fornire copertura a differenti fasce di popolazione al fine di ridurre al minimo l'intervento del governo nel sistema di assicurazione sanitaria. Ciò alla fine ha prodotto un sistema molto inefficiente, che ha portato a più di 350 diverse società di assicurazione sanitaria. Un'importante riforma del finanziamento della sanità nel 2000 ha unito tutte le società mediche nel National Health Insurance Service (NHIS), diventato un sistema sanitario con un unico pagatore nel 2004. Il posticipo di quattro anni si è verificato a causa di disaccordi nella legislatura su come valutare correttamente i lavoratori autonomi al fine di determinare il loro contributo.
Il sistema assicurativo è finanziato da contributi, sussidi governativi e sovrattasse sul tabacco, e la National Health Insurance Corporation è la principale istituzione di supervisione. Al 1º gennaio 2021, i contributori dipendenti sono tenuti a versare il 7,65% del loro stipendio, una quota divisa equamente con il datore di lavoro (3,825% ciascuno). I contributi sono deducibili dalle imposte sul reddito. Il governo nazionale fornisce il 14% dell'importo totale del finanziamento e le sovrattasse per il tabacco rappresentano il 6% del finanziamento. La spesa totale per l'assicurazione sanitaria come percentuale del prodotto interno lordo è aumentata dal 4,0% nel 2000 al 7,1% nel 2014. Nel 2014, la spesa sanitaria totale pro capite era di 2531 $, rispetto a una media globale di 1058 $, e la spesa pubblica per la salute pro capite era di 1368 $.

## Ospedali

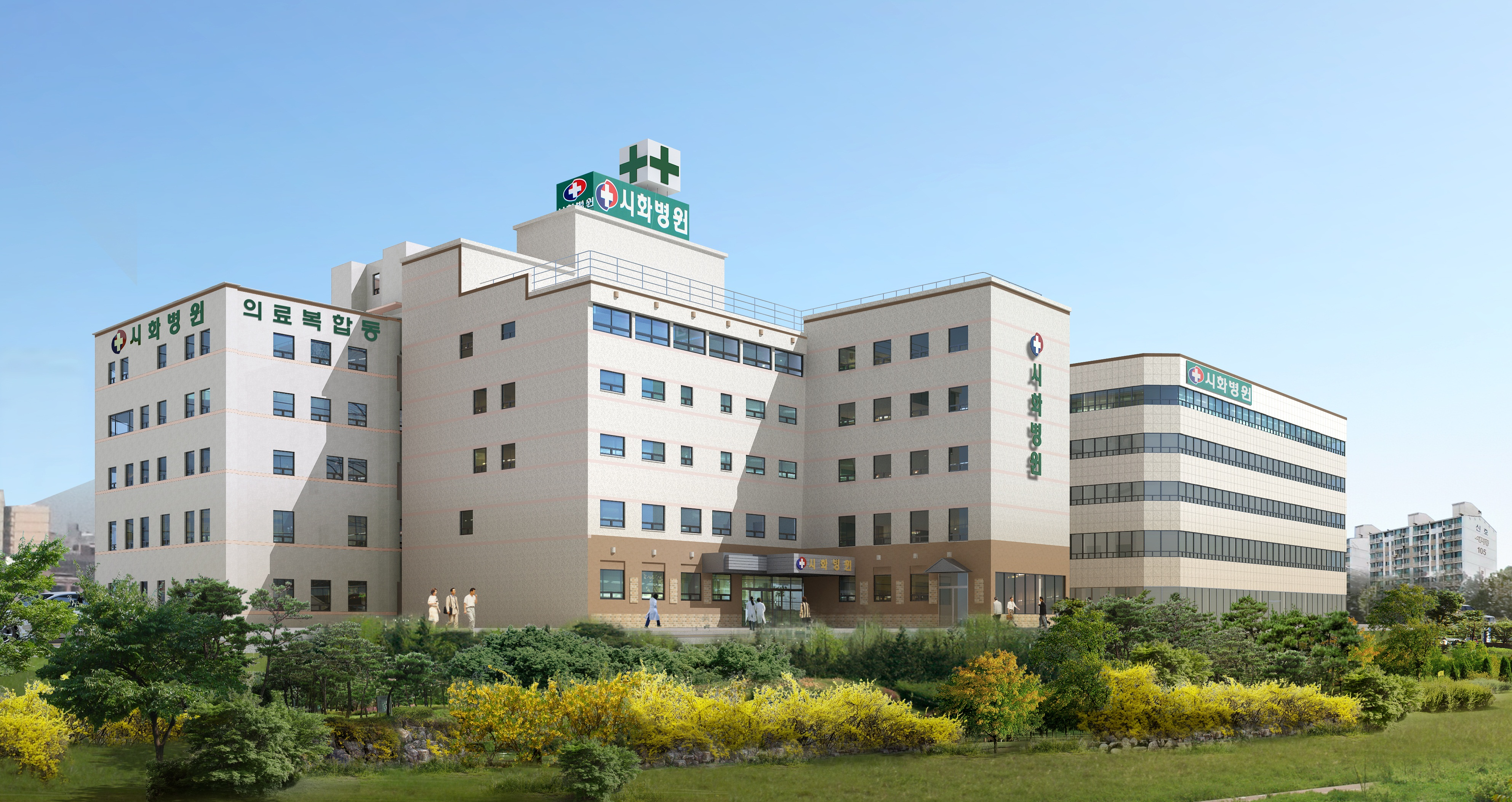
L'ospedale Sihwa nel Gyeonggi.

Nel 2015 gli ospedali sudcoreani si sono classificati al 4º posto per unità di risonanza magnetica pro capite e al sesto per scanner TC pro capite nell'OCSE. Avevano anche il secondo maggior numero di letti ospedalieri dell'OCSE con 9,56 letti ogni 1000 persone, più del triplo del 2,71 svedese, il 2,75 canadese, il 2,95 britannico o il 3,05 statunitense. Secondo Mark Britnell, gli ospedali dominano il sistema sanitario. Il 94% degli ospedali (88% dei posti letto) è di proprietà privata. Trenta dei 43 ospedali terziari sono gestiti da università private. Altri 10 sono gestiti da università di proprietà pubblica. I servizi vengono erogati dietro pagamento di una tariffa. Non ci sono sussidi governativi diretti per gli ospedali. Ciò incoraggia gli ospedali ad espandersi e scoraggia i servizi alla comunità.
La Korea International Medical Association è stata costituita per incoraggiare il turismo medico. Quasi 400.000 turisti medici hanno visitato la Corea del Sud nel 2013 e si prevedeva che tale numero sarebbe salito a 1 milione entro il 2020. Rispetto alle operazioni eseguite negli Stati Uniti, i pazienti possono risparmiare tra il 30 e l'85% in Corea del Sud.